# Пенермон (Міссурі)
Пенермон (англ. Penermon) — селище (англ. village) в США, в окрузі Стоддард штату Міссурі. Населення — 51 особа (2020).

## Географія
Пенермон розташований за координатами 36°47′27″ пн. ш. 89°49′48″ зх. д. / 36.79083° пн. ш. 89.83000° зх. д. (36.790958, -89.830082).  За даними Бюро перепису населення США в 2010 році селище мало площу 0,55 км², уся площа — суходіл.

## Демографія
Згідно з переписом 2010 року, у селищі мешкали 64 особи в 33 домогосподарствах у складі 16 родин. Густота населення становила 117 осіб/км².  Було 34 помешкання (62/км²).
Расовий склад населення:
| - 87,5 % — чорних або афроамериканців - 9,4 % — білих |

До двох чи більше рас належало 3,1 %. Частка іспаномовних становила 0,0 % від усіх жителів.
За віковим діапазоном населення розподілялося таким чином: 18,7 % — особи молодші 18 років, 61,0 % — особи у віці 18—64 років, 20,3 % — особи у віці 65 років та старші. Медіана віку мешканця становила 45,0 року. На 100 осіб жіночої статі у селищі припадало 100,0 чоловіків;  на 100 жінок у віці від 18 років та старших — 92,6 чоловіків також старших 18 років.
Середній дохід на одне домашнє господарство  становив 23 327 доларів США (медіана — 27 614), а середній дохід на одну сім'ю — 18 446 доларів (медіана — 21 250). За межею бідності перебувало 66,3 % осіб, у тому числі 100,0 % дітей у віці до 18 років та 16,7 % осіб у віці 65 років та старших.
Цивільне працевлаштоване населення становило 25 осіб. Основні галузі зайнятості: виробництво — 40,0 %, оптова торгівля — 20,0 %, публічна адміністрація — 20,0 %.